# Хесаре-Бала (Демавенд)
Хесаре-Бала (перс. حصار بالا‎) — село на севере Ирана, в остане Тегеран. Входит в состав шахрестана Демавенд. Является частью дехестана (сельского округа) Терруд бахша Меркези.

## География
Село находится в восточной части остана, в долине реки Рудханейе-Демавенд, к югу от автодороги 79, на расстоянии приблизительно 1 километра (по прямой) к югу от города Демавенд, административного центра шахрестана. Абсолютная высота — 1820 метров над уровнем моря.

## Население
По данным переписи 2006 года население села составляло 695 человек (378 мужчин и 317 женщин). В Хесаре-Бале насчитывалось 175 домохозяйств. Уровень грамотности населения составлял 71 %. Уровень грамотности среди мужчин составлял 74 %, среди женщин — 67,5 %.
В 2016 году в селе имелось 144 домохозяйства и проживало 506 человек (295 мужчин и 211 женщин).
Среди жителей распространён диалект демавенди мазандеранского языка.